# ريغان تشارلستون
ريغان تشارلستون  (من مواليد 1988) هي مصممة مجوهرات أمريكية ومحامية وشخصية تلفزيونية معروفة بظهورها في Southern Charm New Orleans . 

## النشأة والتعليم
ولدت ريغان تاكر وتربت في ماندفيل، لويزيانا ، وهي من أصول Louisiana Creole .  نسلها من ماري بيتشود، وهي أحد أفراد العائلة التي أنشأت Peychaud's Bitters والتي لها الفضل في إنشاء كوكتيل Sazerac . 
كان أجداد ووالدة تشارلستون من فناني النحت النحاسي وقد امتلكوا معرضًا فنيًا في الركن الفرنسي .  وقد أشارت الى أن ماضي أسرتها في الفن ألهما بأن تصبح مصممة مجوهرات. 
في عام ٢٠١٥، بدأت في حضور جامعة لويلا في نيو اورلينس لكلية الحقوق  ،  وتخرجت في الثاني عشر من مايو عام ٢٠١٨. 

## حياة مهنية

### تصميم المجوهرات
أنشأت تشارلستون شركة Reagan Charleston Design، وهي شركة مجوهرات وإكسسوارات للأزياء، بعد عودتها من رحلة الى فلورنس، إيطاليا عام ٢٠١٢. وقد كبرت داخل المعارض الفنية والاستوديوهات التي تخص أجدادها داخل الركن الفرنسي في نيو أورليانز، وهو المكان الذي صنعت فيه والدتها وأجدادها منحوتات نحاسية.  تعمل تشارلستون مع أختها رينا ووالدتها لورين، وهما فنانتين وحدادتين.  تصميماتها مستقطبة من ثقافة نيو أورليانز ،   وكذلك التاريخ والهندسة المعمارية الأوروبية، وخاصة الثقافة الإيطالية والفرنسية والكرواتية.  في ١٨ أكتوبر ٢٠١٨، فتحت متجرًا للمجوهرات باسم مجوهرات ريغان تشارلستون في One Canal Place .  وفي أكتوبر من عام ٢٠٢١، بدأت عرض بضاعة تعاونية مع يوجينيا كيم باستخدام مجوهراتها التي تزين قبعات متجر يوجينيا كيم. 

### مفاتن جنوب نيو أورلينز
انضم كل من ريغان وجيف تشارلستون الى البرنامج التلفزيوني Southern Charm New Orleans في عام ٢٠١٧  كان ريغان تشارلستون قد عاش مسبقًا في تشارلستون بولاية ساوث كارولينا وكان صديقًا لويتني سودلر سميث ، وهو المنتج التنفيذي لـ Southern Charm .  استكمل كل من ريغان وجيف تمثيل دورهما في الموسم الثاني من مسلسل Southern Charm New Orleans . 

### أعمال أخرى
وتمتلك تشارلستون عضوية داخل منصة Sideline Pass الخاصة بجينيفر هايل، وأيضًا على منصة التصميم على One Canal Place .  في ٢٦ أبريل ٢٠١٩ أعلنت تشارلستون عبر إنستغرام أنها نجحت في امتحان المحاماة في لويزيانا.  كانت أيضًا Grand Marshall لعام ٢٠٢٠ Krewe of Pandora في موكب Jefferson Parish Mardi Gras . 

## الحياة الشخصية
تزوجت ريغان من جيف تشارلستون في عام ٢٠١٢  وافترق الزوجان في عام ٢٠١٨، ثم تطلقا فيما بعد. 
تزوجت تشارلستون من ريس توماس في ديسمبر عام  ٢٠١٨.  وقررت الاحتفاظ باسمها الأخير لأنه كان منسوبًا في جميع وثائقها المهنية وأعمالها التجارية.  ولدت ابنتها ريس إليس توماس في ١٢ يونيو ٢٠١٩  وولد ابنها ريكسفورد فانس توماس في ٢٣ أغسطس ٢٠٢١ 

## روابط خارجية
- [http://www.imdb.com/name/nm10560166/ Reagan Charleston

] في قاعدة بيانات الأفلام على الإنترنت